# Металлорежущий станок

Токарный станок, один из представителей металлорежущих станков

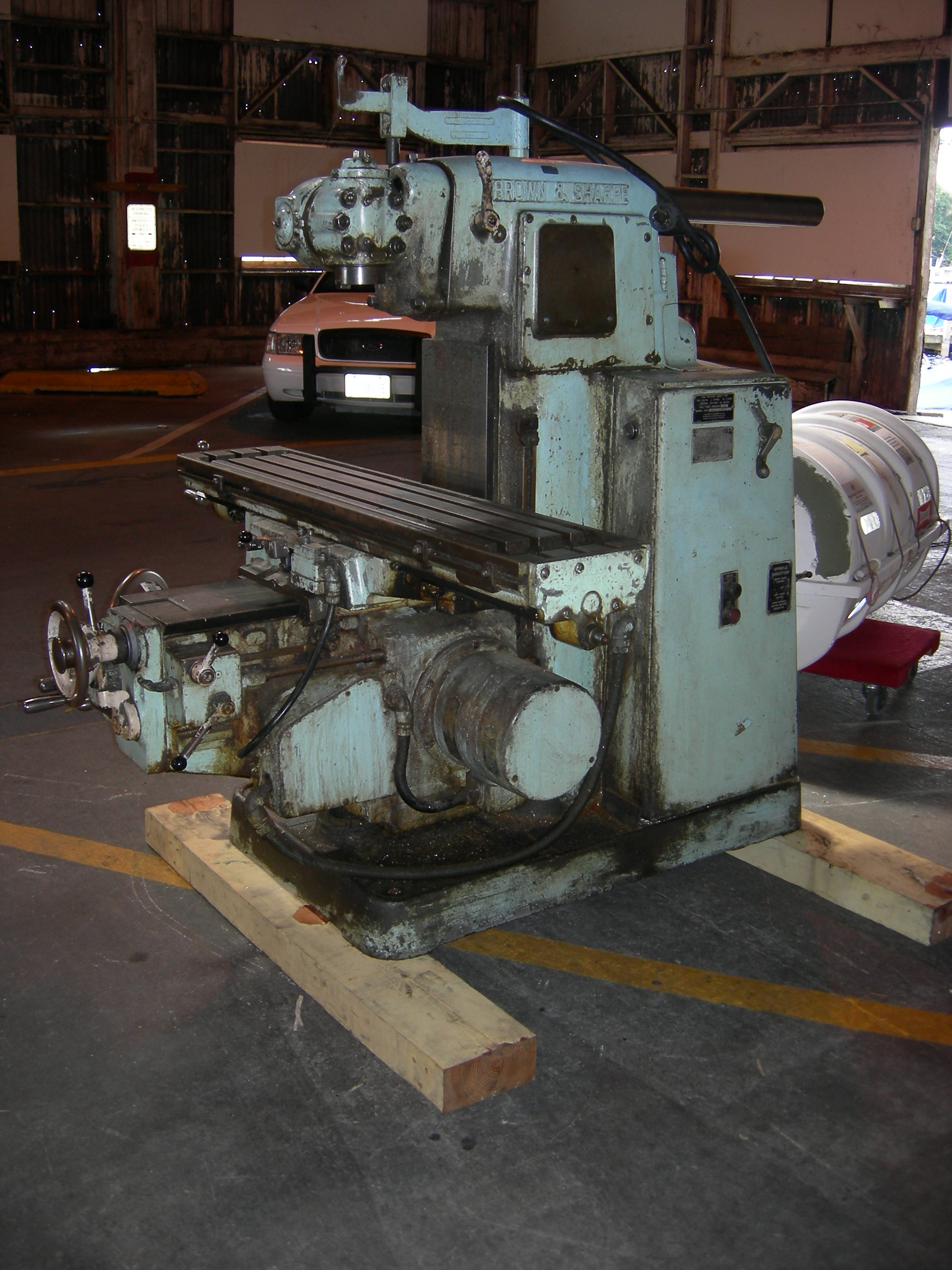
Фрезерный станок

Металлоре́жущий стано́к — агрегатный механизм (станок), предназначен для обработки металлических и неметаллических заготовок. Обычно имеет шпиндель либо планшайбу. Работы на данном оборудовании осуществляются механическим способом с применением резцов, свёрл и пр. режущего инструмента.

## Классификация
Станки классифицируются по множеству признаков:
- По классу точности металлорежущие станки классифицируются на пять классов:
  - (Н) Нормальной точности
  - (П) Повышенной точности
  - (В) Высокой точности
  - (А) Особо высокой точности
  - (С) Особо точные станки (прецизионные) с погрешностью 1 мкм.

- Классификация металлорежущих станков по массе:
  - лёгкие (< 1 т)
  - средние (1-10 т)
  - тяжёлые (>10 т)
  - уникальные (>100 т)

- Классификация металлорежущих станков по степени автоматизации:
  - ручные
  - полуавтоматы
  - автоматы
  - станки с ЧПУ
  - гибкие производственные системы

- Классификация металлорежущих станков по степени специализации:
  - универсальные. Для изготовления широкой номенклатуры деталей малыми партиями. Используются в единичном и серийном производстве. Также используют при ремонтных работах.
  - специализированные. Для изготовления больших партий деталей одного типа. Используются в среднем и крупносерийном производстве
  - специальные. Для изготовления одной детали или детали одного типоразмера. Используются в крупносерийном и массовом производстве

По виду обработки в СССР была принята следующая классификация, которая продолжает действовать в России. В соответствии с ней металлорежущие станки разделяются на следующие группы и типы:
| Станки                                  | Группа | Типы станков                             | Типы станков                    | Типы станков                                              | Типы станков                       | Типы станков                      | Типы станков            | Типы станков                                          | Типы станков                            | Типы станков                                      |
| Станки                                  | Группа | 1                                        | 2                               | 3                                                         | 4                                  | 5                                 | 6                       | 7                                                     | 8                                       | 9                                                 |
| Токарные                                | 1      | Автоматы и полуавтоматы                  | Автоматы и полуавтоматы         | Револьверные                                              | Сверлильно-отрезные                | Карусельные                       | Винторезные             | Многорезцовые                                         | Специализированные для фасонных изделий | Разные токарные                                   |
| Токарные                                | 1      | одношпиндельные                          | многошпиндельные                | Револьверные                                              | Сверлильно-отрезные                | Карусельные                       | Винторезные             | Многорезцовые                                         | Специализированные для фасонных изделий | Разные токарные                                   |
| Сверлильные и расточные                 | 2      | Вертикально-сверлильные                  | Одношпиндельные полуавтоматы    | Многошпиндельные полуавтоматы                             | Координатно-расточные одностоечные | Радиально-сверлильные             | Горизонтально-расточные | Алмазно-расточные                                     | Горизонтально-сверлильные               | Разные сверлильные                                |
| Шлифовальные, полировальные, доводочные | 3      | Круглошлифовальные                       | Внутришлифовальные              | Обдирочношлифовальные                                     | Специализированные шлифовальные    | -                                 | Заточные                | Плоскошлифовальные с прямоугольным или круглым столом | Притирочные и полировальные             | Разные станки, работающие абразивным инструментом |
| Комбинированные                         | 4      | Универсальные                            | Полуавтоматы                    | Автоматы                                                  | Электрохимические                  | Электроискровые                   | -                       | Электроэрозионные, ультразвуковые                     | Анодно-механические                     | -                                                 |
| Зубо-, резьбо- обрабатывающие           | 5      | Зубострогальные для цилиндрических колёс | Зуборезные для конических колёс | Зубофрезерные для цилиндрических колёс и шлицевых валиков | Зубофрезерные для червячных колёс  | Для обработки торцов зубьев колёс | Резьбофрезерные         | Зубоотделочные                                        | Зубо- и резбо- шлифовальные             | Разные зубо- и резьбо- обрабатывающие             |
| Фрезерные                               | 6      | Вертикально-фрезерные                    | Фрезерные непрерывного действия | -                                                         | Копировальные и гравировальные     | Вертикальные бесконсольные        | Продольные              | Широкоуниверсальные                                   | Горизонтальные консольные               | Разные фрезерные                                  |
| Строгальные, долбежные, протяжные       | 7      | Продольные                               | Продольные                      | Поперечно-строгальные                                     | Долбёжные                          | Протяжные горизонтальные          | -                       | Протяжные вертикальные                                | -                                       | Разные строгальные                                |
| Строгальные, долбежные, протяжные       | 7      | одностоечные                             | двухстоечные                    | Поперечно-строгальные                                     | Долбёжные                          | Протяжные горизонтальные          | -                       | Протяжные вертикальные                                | -                                       | Разные строгальные                                |
| Разрезные                               | 8      | Отрезные, работающие:                    | Отрезные, работающие:           | Отрезные, работающие:                                     | Правильно-отрезные                 | Пилы                              | Пилы                    | Пилы                                                  | -                                       | -                                                 |
| Разрезные                               | 8      | токарным резцом                          | абразивным кругом               | фрикционным блоком                                        | Правильно-отрезные                 | ленточные                         | дисковые                | ножовочные                                            | -                                       | -                                                 |
| Разные                                  | 9      | Муфто- и трубо- обрабатывающие           | Пилонасекательные               | Правильно- и бесцентрово- обдирочные                      | -                                  | Для испытания инструмента         | Делительные машины      | Балансировочные                                       | -                                       | -                                                 |

## Формообразующие движения
Для осуществления процесса резания на металлорежущих станках необходимо обеспечить взаимосвязь формообразующих движений.
У металлорежущего станка имеется привод (механический, гидравлический, пневматический), с помощью которого обеспечивается передача движения рабочим органам: шпинделю, суппорту и т.п. Комплекс этих движений называется формообразующими движениями. Их классифицируют на два вида:
1) Основные движения (рабочие), которые предназначены непосредственно для осуществления процесса резания:
а) Главное движение Dг осуществляется с максимальной скоростью. Может передаваться как заготовке (например, в токарных станках), так и инструменту (напр., в сверлильных, шлифовальных, фрезерных станках). Характер движения: вращательный или поступательный.
Характеризуется скоростью — v (м/с).
б) Движение подачи Ds осуществляется с меньшей скоростью и так же может передаваться и заготовке и инструменту. Характер движения: вращательный, круговой, поступательный, прерывистый. Виды подач:
- подача на ход, на двойной ход Sx. (мм/ход), Sдв.х. (мм/дв.ход);
- подача на зуб Sz (мм/зуб);
- подача на оборот So (мм/оборот);
- минутная подача Sm (мм/мин).

2) Вспомогательные движения — способствуют осуществлению процесса резания, но не участвуют в нём непосредственно. Виды вспомогательных движений:
- наладка станка;
- задача режимов резания;
- установка ограничителей хода в соответствии с размерами и конфигурациями заготовок;
- управление станком в процессе работы;
- установка заготовки, снятие готовой детали;
- установка и смена инструмента и прочие.

## История
Считается, что история металлорежущих станков начинается с изобретения суппорта токарного станка. Около 1751 г. французский инженер и изобретатель Жак де Вокансон создал станок со специальным устройством для фиксации резца, в котором отсутствовало непосредственное влияние руки человека на формообразование поверхности.
По другим сведениям, конструкция первого в мире токарно-винторезного станка с механизированным суппортом и набором сменных зубчатых колёс была разработана в 1738 году русским учёным А. К. Нартовым.